# Víctor Sánchez del Amo
Víctor, właśc. Víctor Sánchez del Amo (ur. 23 lutego 1976 w Madrycie) – hiszpański piłkarz grający na pozycji prawego pomocnika. W swojej karierze 8 razy wystąpił w reprezentacji Hiszpanii.

## Kariera klubowa
Karierę piłkarską Víctor rozpoczął w klubie Realu Madryt. W 1994 roku został graczem rezerw Realu i przez 2 sezony grał w nich w Segunda División. W 1996 roku awansował do kadry pierwszego zespołu Realu. 24 maja 1996 roku zadebiutował w Primera División w wygranym 1:0 wyjazdowym spotkaniu z Realem Saragossa. W sezonie 1996/1997 stał się podstawowym zawodnikiem Realu i wywalczył z nim wówczas mistrzostwo Hiszpanii. W 1997 roku zdobył Superpuchar Hiszpanii, a wiosną 1998 roku sięgnął po Puchar Mistrzów.
Latem 1998 roku Víctor przeszedł z Realu do Racingu Santander. Zadebiutował w nim 29 sierpnia 1998 w meczu z Barceloną. W sezonie 1998/1999 był najskuteczniejszym zawodnikiem Racingu i strzelił w nim 12 goli.
W 1999 roku Víctor ponownie zmienił klub i odszedł do Deportivo La Coruña. W klubie tym po raz pierwszy wystąpił 21 sierpnia 1999 w spotkaniu z Deportivo Alavés (4:1). W Deportivo osiągał kolejne sukcesy w karierze. W 2000 roku wywalczył pierwsze w historii klubu mistrzostwo Hiszpanii, a następnie zdobył też Superpuchar Hiszpanii. Z kolei w 2002 roku zdobył zarówno Puchar Króla, jak i superpuchar kraju.
W 2006 roku Víctor przeszedł z Deportivo do greckiego Panathinaikosu. W lidze greckiej zadebiutował 23 października 2006 w przegranym 1:2 domowym meczu z AEK Ateny. W Panathinaikosie rozegrał 12 spotkań w sezonie i w 2007 roku wrócił do Hiszpanii. Przez sezon grał w Elche CF i następnie zakończył karierę piłkarską.
| Sezon   | Klub                | Kraj      | Rozgrywki        | Mecze | Bramki |
| ------- | ------------------- | --------- | ---------------- | ----- | ------ |
| 1994/95 | Real Madryt B       | Hiszpania | Segunda División | 11    | 0      |
| 1995/96 | Real Madryt         | Hiszpania | Primera División | 1     | 0      |
| 1995/96 | Real Madryt B       | Hiszpania | Segunda División | 25    | 1      |
| 1996/97 | Real Madryt         | Hiszpania | Primera División | 36    | 5      |
| 1996/97 | Real Madryt B       | Hiszpania | Segunda División | 1     | 0      |
| 1997/98 | Real Madryt         | Hiszpania | Primera División | 28    | 2      |
| 1998/99 | Racing Santander    | Hiszpania | Primera División | 35    | 12     |
| 1999/00 | Deportivo La Coruña | Hiszpania | Primera División | 37    | 4      |
| 2000/01 | Deportivo La Coruña | Hiszpania | Primera División | 32    | 5      |
| 2001/02 | Deportivo La Coruña | Hiszpania | Primera División | 29    | 3      |
| 2002/03 | Deportivo La Coruña | Hiszpania | Primera División | 30    | 4      |
| 2003/04 | Deportivo La Coruña | Hiszpania | Primera División | 31    | 7      |
| 2004/05 | Deportivo La Coruña | Hiszpania | Primera División | 30    | 3      |
| 2005/06 | Deportivo La Coruña | Hiszpania | Primera División | 21    | 4      |
| 2006/07 | Panathinaikos AO    | Grecja    | Alpha Ethniki    | 12    | 0      |
| 2007/08 | Elche CF            | Hiszpania | Segunda División | 17    | 2      |

## Kariera reprezentacyjna
W reprezentacji Hiszpanii Víctor zadebiutował 16 sierpnia 2000 roku w przegranym 1:4 towarzyskim spotkaniu z Niemcami. Od 2000 do 2004 roku rozegrał w kadrze narodowej 8 meczów. Grał zarówno w eliminacjach do MŚ 2002, jak i MŚ 2006. W swojej karierze występował też w reprezentacji U-21, z którą w 1998 roku wywalczył mistrzostwo Europy.
| Mecze i gole w reprezentacji | Mecze i gole w reprezentacji | Mecze i gole w reprezentacji | Mecze i gole w reprezentacji | Mecze i gole w reprezentacji | Mecze i gole w reprezentacji | Mecze i gole w reprezentacji |
| #                            | Data                         | Stadion                      | Rywal                        | Wynik                        | Gol                          | Rozgrywki                    |
| 2000                         | 2000                         | 2000                         | 2000                         | 2000                         | 2000                         | 2000                         |
| ---------------------------- | ---------------------------- | ---------------------------- | ---------------------------- | ---------------------------- | ---------------------------- | ---------------------------- |
| 1.                           | 16.08.2000                   | Hanower, Niemcy              | Niemcy                       | 1:4                          | 0                            | towarzyski                   |
| 2.                           | 11.10.2000                   | Wiedeń, Austria              | Austria                      | 0:0                          | 0                            | el. MŚ 2002                  |
| 2001                         |                              |                              |                              |                              |                              |                              |
| 3.                           | 28.02.2001                   | Paryż, Anglia                | Anglia                       | 0:3                          | 0                            | towarzyski                   |
| 4.                           | 01.09.2001                   | Walencja, Hiszpania          | Austria                      | 4:0                          | 0                            | el. MŚ 2002                  |
| 5.                           | 14.11.2001                   | Huelva, Hiszpania            | Meksyk                       | 1:0                          | 0                            | towarzyski                   |
| 2004                         |                              |                              |                              |                              |                              |                              |
| 6.                           | 18.08.2004                   | Las Palmas, Hiszpania        | Wenezuela                    | 3:2                          | 0                            | towarzyski                   |
| 7.                           | 08.09.2004                   | Zenica, Bośnia i Hercegowina | Bośnia i Hercegowina         | 1:1                          | 0                            | el. MŚ 2006                  |
| 8.                           | 13.10.2004                   | Wilno, Litwa                 | Litwa                        | 0:0                          | 0                            | el. MŚ 2006                  |

## Sukcesy
- Mistrzostwo Hiszpanii (2)

Real Madryt: 1996/1997, Deportivo: 1999/2000
- Liga Mistrzów (1)

Real Madryt: 1997/1998
- Puchar Króla (1)

Deportivo: 2002
- Superpuchar Hiszpanii (3)

Real: 1997, Deportivo: 2000, 2002
- Mistrzostwo Europy U-21 (1)

Hiszpania U-21: 1998